# ذخیره نیروی زمینی ایالات متحده آمریکا
ارتش ذخیره ایالات متحده (انگلیسی: United States Army Reserve) واحد ذخیره نیروی زمینی ایالات متحده آمریکا است. ارتش ذخیره و گارد ملی ارتش اجزای ذخیره نیروهای مسلح ایالات متحده آمریکا را تشکیل می‌دهند. از ماه ژوئن سال ۲۰۱۶ سپهبد چارلز دی. لاکی فرماندهی ذخیره نیروی زمینی ایالات متحده را برعهده دارد.
در ۲۳ آوریل ۱۹۰۸، کنگره، سپاه ذخیره پزشکی را ایجاد کرد که سلف رسمی نیروی ذخیره ارتش بود. پس از جنگ جهانی اول، طبق قانون دفاع ملی ۱۹۲۰، کنگره با تصویب یک ارتش منظم، یک گارد ملی و یک نیروی ذخیره سازمان‌یافته (سپاه ذخیره افسران و سپاه ذخیره سربازان وظیفه) با اندازه نامحدود، که بعداً به نیروی ذخیره ارتش تبدیل شد، نیروهای زمینی ایالات متحده را مجدداً سازماندهی کرد. این سازمان، مجموعه‌ای از افسران ذخیره آموزش‌دیده و سربازان وظیفه را برای استفاده در جنگ در زمان صلح فراهم می‌کرد. نیروی ذخیره سازمان‌یافته شامل سپاه ذخیره افسران، سپاه ذخیره سربازان وظیفه و سپاه آموزش افسران ذخیره بود.